# Annette Funicello
Annette Funicello (Utica, 22 oktober 1942 – Bakersfield, 8 april 2013) was een Amerikaans actrice en zangeres.
Funicello verhuisde op jonge leeftijd met haar ouders naar Los Angeles. Tijdens een dansvoorstelling werd ze ontdekt door Walt Disney en gevraagd om mee te doen als mouseketeer in Disneys Mickey Mouse Club. Over de jaren tussen 1955 en 1957 groeide de rol die zij speelde en werd ze een gewaardeerd acteur in de Disney-stal.
Voor een van de rollen die ze speelde, moest ze zingen. Disney gaf haar een contract bij zijn pas opgerichte platenmaatschappij Disneyland Records. Alhoewel Funicello zelf aangeeft dat ze geen groot zangtalent heeft, blijken haar platen te verkopen. Haar single Tall Paul kwam in de top-tien terecht in de zomer van 1959. Ze nam tot 1967 verschillende andere platen op die werden uitgebracht op Disneys Buena Vista label. Ze speelde in deze periode ook in een aantal strandfilms, voornamelijk met tegenspeler Frankie Avalon, waaronder Beach Party (1963), Muscle Beach Party (1964), Bikini Beach (1964) en How to Stuff a Wild Bikini (1965).
In de jaren zeventig verdween ze naar de achtergrond om meer tijd met haar familie door te brengen. Aan het eind van de jaren tachtig brachten Funicello en Avalon een kerstsingle uit en verscheen er een laatste strandfilm, Back to the Beach.
In 1992 liet Funicello weten, dat ze sinds 1987 tegen de gevolgen van multiple sclerose vocht en richtte ze The Annette Funicello Research Fund for Neurological Diseases op om onderzoek en ondersteuning te bevorderen. In 2013 overleed Funicello aan complicaties van multiple sclerosis in het Mercy Southwest Hospital in Bakersfield. Ze was 70 jaar.